# カオスの縁
カオスの縁（カオスのふち、英語: edge of chaos）とは、クリストファー・ラングトンにより発見され、ノーマン・パッカードにより名付けられた、セルオートマトンにおける概念。振る舞いが秩序からカオスへ移るようなシステムにおいて、秩序とカオスの境界に位置する領域。複雑系や人工生命、生命の進化などの研究において着目されてきた。理論生物学においては、スチュアート・カウフマンによる、生命の発生と進化には自然淘汰の他に自己組織化が必要であり、進化の結果、生命は「カオスの縁」で存在するという仮説がよく知られる。

## セル・オートマトン
1980年代初頭からスティーブン・ウルフラムは1次元セル・オートマトンのルール（遷移関数）ごとの挙動を調査し、その挙動を以下のように4つにクラス分けした。
- クラスI：均一な一定状態に漸近する挙動
- クラスII：周期的な状態に漸近する挙動
- クラスIII：ランダムな状態を維持する挙動
- クラスIV：他のクラスほど厳密に定義されないが、上記の3クラスに当てはまらない挙動

ウルフラムはクラスIからIIIまでに対し、力学系の挙動とアナロジー的に該当するものを当て嵌めている。
- クラスI：安定不動点
- クラスII：リミットサイクル
- クラスIII：カオス

ウルフラムによればクラスIVについては該当する力学系の挙動が存在しない。クラスIVでは非常に複雑な挙動が起こる。いくつかの局所的な構造が生み出され、それらはセル空間内を移動し、相互作用を起こし合う。また、ある初期値では全て一定状態に漸近したり、別の初期値では周期的状態に漸近したり、ランダム状態を維持したりなどの変化も見せる。以下の図はウルフラムのルール番号によってルール110と呼ばれるルールを採用したときのセル・オートマトンの挙動（時間発展）を示している。初期配置は黒一点のみが存在する場合である。クラスIVに分類される。

クリストファー・ラングトンはクラスIVについてさらに調べるために、次のようなパラメータを導入した。
{\displaystyle \lambda ={\frac {k^{\rho }-n_{q}}{k^{\rho }}}}
ここで、k は状態数、 ρ は近傍数を意味し、kρ は可能な近傍の状態数となる。状態数 k の内の任意な一つの状態 q を「静止状態」と呼ぶとする。nq は kρ の内の次の時刻に静止状態（すなわち q ）となる数を示す。λ は静止状態とならない割合を示しており、一般には λ パラメータなどと呼ばれる。あるいは、ラングトン自身は λ パラメータのことを「あるレベルの挙動の複雑さに関連する統計量」と位置づけている。
nq の最小から最大までの範囲は、0 ≤ nq ≤ kρ なので、λ の範囲は 0 ≤ λ ≤ 1 となる。ラングトンによれば、λ = 0 で最少である複雑性は、λ の増加とともにも複雑性も増加し、λ がある値となったところで極大となり、その後は複雑性は減少していき、λ = 1 でまた最少となる。複雑性が極大となる臨界値は λc で表される。ウルフラムのクラスと一緒にまとめると、挙動とクラスと λ パラメータは以下のような関係の下に変化する。
| 挙動：               | 不動点   |   | 周期的   |   | "複雑"   |   | カオス0    |
| ウルフラムのクラス： | クラス I | ⇒ | クラスII | ⇒ | クラスIV | ⇒ | クラスIII0 |
| λ パラメータ：       | 0        |   |          |   | λc       |   |            |

ただし、上記の区分は k や ρ が大きな値のときは良く機能するが、小さいときはあまりうまく働かない。
このように、クラスIVはカオス的・ランダム的振る舞いと秩序的・静的振る舞いの境界に存在し、この領域を「カオスの縁」と呼ぶ。